# Gossip (гурт)
Gossip (або The Gossip; з англ. плітки) — американський інді-рок-гурт, заснований у місті Серсі, штат Арканзас. Гурт існував з 1999 по 2016 рік, а згодом був відновлений для туру у 2019—2020 роках. Gossip складався зі співачки Бет Дітто, мультиінструменталіста Брейса Пейна та барабанщиці Ханни Блілі. Колектив досяг успіху зі студійним альбомом Standing in the Way of Control 2006 року. У 2009 році випущений наступний альбом Music for Men. Гурт грав суміш постпанку, інді-року та денс-року. Їхній останній альбом A Joyful Noise вийшов у травні 2012 року.

## Історія

### Становлення та рання історія
Гурт Gossip створений у 1999 році в Олимпії, штат Вашингтон, вокалісткою Бет Дітто, гітаристом Натаном «Брейс Пейн» Хоудешеллом і барабанщицею Кеті Мендонса. Усі троє були родом із Серсі, штат Арканзас. Мендонса переїхала до Олимпії для навчання у державному коледжі Evergreen, а Хоудешелл і Дітто поїхали за нею. Хоудешелл і Мендонса разом грали в гуртах в Арканзасі. Усі троє учасників були сусідами в Олимпії.
У 1999 році незалежний звукозаписний лейбл K Records випустив перший запис Gossip, їхній дебютний мініальбом The Gossip. Gossip грали на першому Ladyfest в Олимпії в серпні 2000 року і були згадані у статті журналу Time про фестиваль.
Їхнім наступним записом став дебютний студійний альбом That's Not What I Heard, випущений лейблом Kill Rock Stars 23 січня 2001 року. Після нього вони випустили мініальбом Arkansas Heat 7 травня 2002 року. Другий студійний альбом Movement вийшов 6 травня 2003 року. У листопаді 2003 року, через два місяці після випуску їхнього першого концертного альбому Undead у Нью-Йорку 9 вересня, барабанщиця Кеті Мендонса залишила гурт, щоб почати кар'єру акушерки. Замість неї прийшла відома панк-барабанщиця Ханна Блілі.
Першим релізом за участю Ханни Блілі став наступний альбом гурту Standing in the Way of Control. Він випущений 24 січня 2006 року на лейблі Kill Rock Stars, а пізніше у 2006 році на британському незалежному лейблі Back Yard Recordings. Продюсерами альбому виступили Райан Гедлок, власник Bear Creek Studio, і вокаліст/гітарист Fugazi Гай Пічіотто.

### 2007—2011: широкий успіх та перехід на мейджор-лейбл
Альбом Standing in the Way of Control отримав статус золотого запису у Великобританії. Перша телевізійна поява Gossip у Великій Британії відбулася в Friday Night  з Джонатаном Россом на BBC1, де вони виконали заголовний трек «Standing in the Way of Control».
Як повідомлялося на Pitchfork у березні 2007 року, гурт підписав контракт з Music With a Twist, дочірньою компанією Sony Music Label Group, яка зосередилася на ЛГБТ-музиці. Влітку 2007 року Gossip брали участь у турі True Colours Tour 2007, який подорожував 15 містами Сполучених Штатів і Канади. У турі, організованому коміком Маргарет Чо та очолюваним Сінді Лопер, також були присутні Деббі Гаррі, Erasure, Руфус Вейнрайт, The Dresden Dolls, The MisShapes, The Cliks та спеціальні гості. Прибуток від туру пішов на користь Кампанії за права людини.
24 червня 2007 року Gossip виступали на закритті фестивалю Гластонбері.
У квітні 2008 року Gossip випустили альбом Live in Liverpool у Великій Британії та США. Альбом спродюсував Рік Рубін, робота містить DVD із живим виступом. Новий студійний альбом під назвою Music For Men випущений у червні 2009 року. Перший сингл з альбому, «Heavy Cross», був особливо успішним у Німеччині, де він отримав потрійний золотий сертифікат за продаж понад 450 000 копій і згадувався як «найуспішніший міжнародний сингл» усіх часів у вересні 2010 року.

### 2012—2016:A Joyful Noise, розпад
12 березня 2012 року сингл гурту «Perfect World» був представлений у шоу Зейна Лоу на BBC Radio 1. Їхній п'ятий студійний альбом, A Joyful Noise, спродюсований Браяном Хіггінсом з Xenomania, вийшов наприкінці травня. Музика гурту еволюціонувала і стала більш попсовою. Відгуки критиків були суперечливими. У травні випущений другий сингл «Move in the Right Direction». Влітку гурт став хедлайнером різноманітних фестивалів.
В інтерв'ю Pitchfork у лютому 2016 року Бет Дітто підтвердила розпад Gossip. Вона заявила, що має намір зосередитися на своїй лінії одягу і музиці як сольна артистка.

### 2019—2020: Десятий ювілейний тур
У березні 2019 року Дітто оголосила про повернення гурту з шоу наприкінці липня 2019 року, щоб відсвяткувати 10-ту річницю Music for Men. Пізніше це переросло у світове турне. 19 серпня 2019 року гурт відіграв останній концерт туру в Rote Fabrik у Цюриху, Швейцарія. У жовтні 2020 року Дітто поділилася фотографією на своїй сторінці в Instagram, де вона перебувала разом з Пейном і Мендонсою в студії. Однак станом на липень 2022 року жодні записи цієї сесії не публікувалися.

## Музичний стиль
Стиль гурту характеризують як «соул або госпел» із «фанк-панк-саундтрек». Учасники Gossip заявили про симпатію до таких рок-гуртів, як Birthday Party, Siouxsie and the Banshees, Nirvana і The Raincoats, а також до інших жанрів, таких як денс та хіп-хоп.

## Учасники гурту

### Остаточний склад
- Бет Дітто — вокал, фортепіано (1999—2016, 2019—2020)
- Натан «Брейс Пейн» Хаудешелл — гітара, бас, клавішні (1999—2016, 2019—2020)
- Ханна Блілі — ударні (2004—2016, 2019)

### Колишні учасники
- Кеті Мендонса — ударні (1999—2003, 2020)

### Гастрольні музиканти
- Крістофер Саттон — бас (2009—2013, 2019—2020)
- Грегг Форман — клавішні (2012—2013, 2019—2020)

## Дискографія

### Студійні альбоми
- That's Not What I Heard (2001)
- Movement (2003)
- Standing in the Way of Control (2006)
- Music for Men (2009)
- A Joyful Noise (2012)